# Nikolaï Pastoukhov
Nikolaï Isakovitch Pastoukhov (en russe : Николай Исакович Пастухов), né le 13 mai 1923 à Souraj et mort le 23 mai 2014 à Moscou (Russie), est un acteur russe.

## Biographie
Nikolaï Pastoukhov commence ses études à l'École supérieure d'art dramatique Mikhaïl Chtchepkine en 1041, mais ne peut terminer la formation, à cause de l'attaque allemande contre l'URSS.
Il commence à se produire sur scène du théâtre de l'Armée rouge avant la Grande Guerre patriotique. Il est mobilisé dans l'Armée rouge en octobre 1942 et combattra au sein de la 10e brigade de chars de la garde, puis, au sein du 1er régiment de fusiliers de réserve, et enfin, au sein de la 308e division de fusiliers. À la fin de la guerre, il se produisait également devant les soldats en tant que chanteur et récitant. Il est démobilisé avec le grade de sergent et recevra de nombreuses décorations.
Sa carrière cinématographique commence en 1961, avec un petit rôle dans La Mégère apprivoisée sous la direction de Sergueï Kolossov. Il jouera en tout dans une cinquantaine de film, apparaissant principalement dans les rôles secondaires.
En 1941-1953 et 1958-2014 — acteur du théâtre académique central de l'Armée russe, en 1953-1957 — acteur du Tambov dramatique théâtre, en 1957-1958 — acteur du théâtre Sovremennik.
En 2004, il fut lauréat du prix théâtral Masque d'or dans la catégorie "Pour l'honneur et la dignité".
Décédé en mai 2014 à Moscou, il est enterré au cimetière Troïekourovskoïe,.

## Filmographie partielle
- 1961 : La Mégère apprivoisée (Укрощение строптивой) de Sergueï Kolossov : cuisinier
- 1960 : Oncle Vania (Дядя Ваня) de Andreï Kontchalovski : Téléguine
- 1974 : Avec toi et sans toi (С тобой и без тебя) de Rodion Nakhapetov : Roman
- 1974 : Le Nôtre parmi les autres (Свой среди чужих, чужой среди своих) de Nikita Mikhalkov : tchékiste Stepan Lipiaguine
- 1975 : Au bout du monde (На край света…) de Rodion Nakhapetov : vieillard
- 1975 : Esclave de l'amour (Раба любви) : écrivain Benjamin Pastoukhov
- 1977 : Partition inachevée pour piano mécanique (Неоконченная пьеса для механического пианино) : Porfiry Semyonovich Glagolyev
- 1980 : Quelques jours de la vie d'Oblomov (Несколько дней из жизни Обломова) de Nikita Mikhalkov : père de Stoltz
- 1989 : Avaria, fille d'un flic (Авария — дочь мента) de Mikhaïl Tumanishvili : grand-père d'Avaria
- 1989 : Lady Macbeth du district de Mtsensk (Леди Макбет Мценского уезда) de Roman Balaïan : Zinovi Borissovitch
- 1990 : La Maison Russie (The Russia House) de Fred Schepisi : Matvey
- 1991 : Perdu en Sibérie (Затерянный в Сибири) de Alexandre Mitta : Oncle Micha
- 1994 : Police Academy : Mission à Moscou (Police Academy: Mission to Moscow) de Alan Metter : grand-père
- 1994 : Témoin muet (Mute Witness) de Anthony Waller : gardien

## Distancions
- Médaille "du mérite militaire" (1945)
- Médaille pour la victoire sur l'Allemagne dans la Grande Guerre patriotique de 1941-1945 (1945)
- Ordre de l'Étoile rouge (1945)
- artiste émérite de la RSFSR (1968)
- Ordre de la Guerre patriotique 2e classe (1985)
- Ordre de l'Honneur (2000)